# Dasagalapura, Nagamangala
Dasagalapura là một làng thuộc tehsil Nagamangala, huyện Mandya, bang Karnataka, Ấn Độ.